# Battle Beast (musikgrupp)
Battle Beast är ett finländskt hårdrocksband från Helsingfors som bildades år 2005. Innan bandet lyckades få ett skivkontrakt, blev Battle Beast mest känd för att ha vunnit två stora bandtävlingar år 2010. I den internationella Wacken Metal Battle 2010 deltog tusentals band från hela världen, där sista etappen hölls vid den berömda tyska metallfestivalen Wacken Open Air. Strax efter det blev bandet vinnare av Radio Rock Starba en bandtävling som hölls av den stora finska radiostationen Radio Rock . Med sin seger i den finska tävlingen fick bandet stor medieexponering, och före utgången av 2010 hade de undertecknat ett skivkontrakt med finska skivbolaget Hype Productions.

## Medlemmar
Nuvarande medlemmar
- Pyry Vikki – trummor (2005– )
- Juuso Soinio – gitarr (2005– )

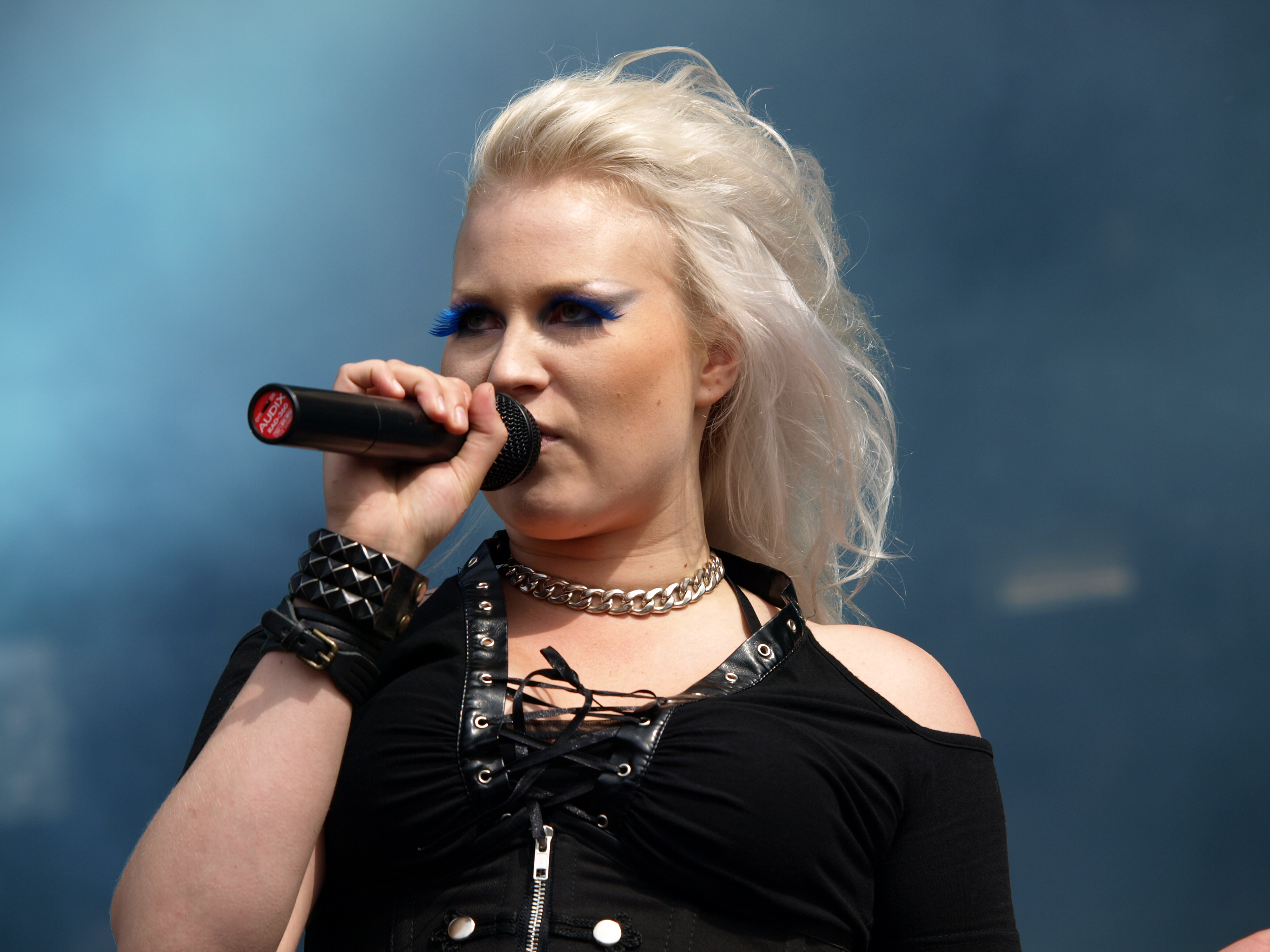
Nuvarande sångerskan Noora Louhimo.

- Eero Sipilä – basgitarr, sång (2008– )
- Janne Björkroth – keyboard (2008– )
- Noora Louhimo – sång (2012– )
- Joona Björkroth – gitarr (2016– )

Tidigare medlemmar
- Aki Virta – basgitarr
- Toni Kauko – basgitarr, sång
- Heikki Kaskela – keyboard
- Antti Hänninen – keyboard
- Anton Kabanen – gitarr, sång (2005–2015)
- Nitte Valo – sång (2008–2012)

Turnerande medlemmar
- Ossi Maristo – gitarr (2015– )
- Joona Björkroth – gitarr (2015–2016)
- Samuli Mikkonen – trummor (2018– )

## Diskografi
Studioalbum
- Steel – (2011, Hype Productions)
- Battle Beast – (2013, Nuclear Blast)
- Unholy Savior – (2015, Nuclear Blast)
- Bringer of Pain - (2017, Nuclear Blast)
- No More Hollywood Endings - (2019, Nuclear Blast)
- Circus of Doom - (2022, Nuclear Blast)

Singlar
- "Show Me How to Die" (2011)
- "Enter the Metal World" (2011)
- "Into the Heart of Danger" (2013)
- "Black Ninja" (2013)
- "Touch In The Night" (2014)
- "Madness" (2014)
- "King for a Day" (2016)
- "Familiar Hell" (2017)
- "No More Hollywood Endings" (2019)
- "Eden" (2019)
- "Master of Illusion" (2021)
- "Eye of the Storm" (2021)
- "Where Angels Fear to Fly" (2022)